# Таттибаєв Айдос Темиргалієвич
Айдос Темиргалієвич Таттибаєв (каз. Айдос Темірғалиұлы Тәттібаев, нар. 26 квітня 1990, Захаровка) — казахський футболіст, нападник клубу «Шахтар» (Караганда).

## Ігрова кар'єра
Народився 26 квітня 1990 року. Вихованець футбольної школи клубу «Шахтар» (Караганда).
У дорослому футболі дебютував 2009 року виступами за команду «Гефест», а наступного року дебютував за головну команду карагандинського «Шахтаря». Основним гравцем команди з Караганди не став, утім 2011 року став у її складі чемпіонату Казахстану.
Згодом у 2012–2015 роках захищав кольори «Булата» і «Гефеста», після чого ще на два роки повернувся до «Шахтаря», де вже був гравцем основного складу.
З 2016 року знову, цього разу два сезони захищав кольори клубу «Шахтар» (Караганда).  Граючи у складі карагандинського «Шахтаря» також здебільшого виходив на поле в основному складі команди.
Влітку 2018 року приєднався до лав «Тараза», звідки у лютому 2019 перейшов до команди «Каспій» з Актау. В останній команді почав демонструвати високу результативність на рівні 0,76 гола за гру першості (19 голів у 25 іграх), після чого влітку 2020 року учергове був запрошений до «Шахтаря» (Караганда).

## Титули і досягнення
- Чемпіон Казахстану (1):

«Шахтар» (Караганда): 2011